# 塔格糖酮酸还原酶
塔格糖酮酸还原酶（英語：tagaturonate reductase，EC 1.1.1.58 （页面存档备份，存于））是一种以NAD+或NADP+为受体、作用于供体CH-OH基团上的氧化还原酶。这种酶能催化以下酶促反应：
D-阿卓糖酸 + NAD+ {\displaystyle \rightleftharpoons } D-塔格糖酮酸 + NADH + H+
塔格糖酮酸还原酶主要参与戊糖和葡萄糖醛酸之间的转化过程。